# Donalio Douanla
Donalio Melachio Douanla (ur. 24 września 1997 w Bafoussam) – kameruński piłkarz występujący na pozycji lewego obrońcy w mołdawskim klubie Petrocub Hîncești.

## Sukcesy

### Klubowe
Petrocub Hîncești
- Zdobywca Pucharu Mołdawii: 2019/2020